# 定慶
定慶（じょうけい、大仏師法師定慶、だいぶっしほうしじょうけい、生没年不詳）は、12世紀後半の慶派仏師。作風から康慶の弟子という説が有力である。彼の名は文献上には現れず、僧綱位にもついた形跡はなく、その活動が興福寺内に限定されていることから、興福寺専属の仏師だったと想像される。作品は康慶の作風の延長上にある高い写実表現を持ち、運慶にも匹敵する定慶の高い実力がうかがわれる。

## 作品

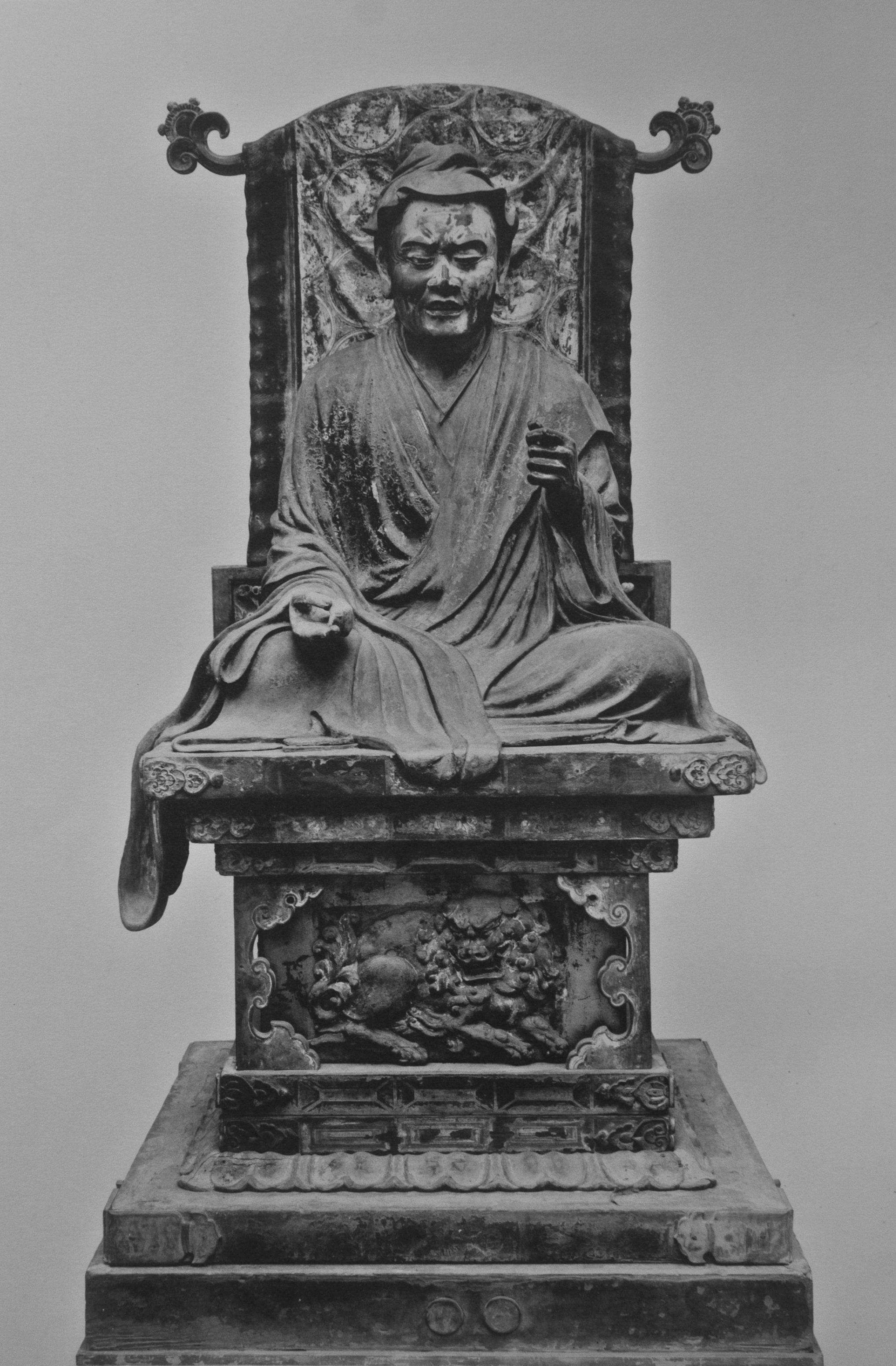
Yuima Tokondo Kofukuji

- 維摩居士坐像（国宝）、梵天（重要文化財）、金剛力士 奈良・興福寺東金堂
- 帝釈天像（東京・根津美術館） 建仁元年（1201年） 興福寺東金堂旧蔵
- 舞楽面・散手（奈良・春日大社） 寿永3年（1184年） 重要文化財

他に、興福寺東金堂十二神将立像の一部の像（婆娑羅大将像）や興福寺西金堂（現在は興福寺国宝館安置）の金剛力士立像も、その作風から定慶が制作に関与した可能性が指摘されている。

## 参考書
- 展覧会図録『運慶・快慶とその弟子たち』 奈良国立博物館、1994年5-7月